# Punżanki (majątek)
Punżanki – dawny majątek. Obecnie część wsi Punżanki na Litwie, w okręgu wileńskim, w rejonie święciańskim, w gminie Maguny.

## Historia
W czasach zaborów folwark w gminie Kiemieliszki, w powiecie święciańskim, w guberni wileńskiej Imperium Rosyjskiego. W 1905 roku liczył 29 mieszkańców, 220 dziesięcin, własność Kwinty.
Po I wojnie światowej pod administracją polską, w Zarządzie Cywilnym Ziem Wschodnich. W latach 1920–1922 w składzie Litwy Środkowej.
Od 11 kwietnia 1922 leżał w Polsce, w województwie wileńskim, w powiecie święciańskim, w gminie Kiemieliszki.
W 1931 w 5 domach zamieszkiwały 53 osoby.
Właścicielem majątku był generał Daniel Konarzewski. Początkowo został pochowany na cmentarzu parafialnym w Balingródku, lecz po wzniesieniu kaplicy rodziny Konarzewskich pw. świętych Kazimierza i Wincentego w Punżankach, jego zwłoki zostały do niej przeniesione. Oprócz generała, w grobowcu spoczywają żona, syn oraz córka.
Od 1945 roku w Litewskiej Socjalistycznej Republice Radzieckiej.
Od 1990 na niepodległej Litwie.